# Кронберг, Лариса Ивановна
Лари́са Ива́новна Кро́нберг (Соболе́вская) (23 мая 1929, Пенза — 24 апреля 2017, Москва) — советская актриса театра и кино, внештатный агент КГБ. Известна благодаря участию в операции по соблазнению посла Франции в СССР, Мориса Дежана, и оказанию влияния на него.

## Биография
Родилась в Пензе в семье военнослужащего. В Уфе, куда был переведён отец, поступила в среднюю школу и окончила её уже в Подольске с серебряной медалью.
В 1948 году поступила на актёрский факультет ВГИКа в мастерскую Сергея Герасимова и Тамары Макаровой. По семейным обстоятельствам окончила институт только в 1954 году в мастерской Владимира Белокурова. Сразу после этого вошла в штат театра-студии киноактёра и киностудии «Мосфильм», где работала до 1983 года.
Полная и достоверная биография Ларисы Кронберг неизвестна. Находившиеся с ней в дружеских отношениях сёстры актрисы Нонны Мордюковой и однокурсница Ларисы актриса Татьяна Конюхова не смогли установить, откуда в её фамилии появилась приставка Соболевская, хотя они были осведомлены о первом (коротком) браке Ларисы с парнем из Грузии, от которого родился сын.

### Операция по вербовке Мориса Дежана
Известна участием в операции МГБ СССР «Галант» по вербовке французского дипломата Мориса Дежана. План операции разработал начальник второго главного управления КГБ СССР генерал-лейтенант Грибанов.
Как писала американская газета  "The Washington Post" (1987),  "КГБ сыграл на тщеславии Дежана и его репутации бабника".
На одном из приёмов Ларису послу Франции представил писатель и поэт Сергей Михалков. Дежан был очарован красотой Кронберг и имел слабость к блондинкам, поэтому внештатной сотруднице МГБ Ларисе Кронберг удалось его соблазнить.
По легенде, разработанной для неё КГБ, она была киноактрисой, находившийся замужем за геологом. В разговорах с Дежаном она объяснила его отсутствие тем, что по характеру работы он большую часть года должен находиться в полевых условиях. Во время одного из свиданий летом 1958 года в квартиру нагрянули два агента КГБ. Один из них играл роль обманутого мужа Ларисы. По легенде, «Миша», игравший роль мужа Лоры, и полковник КГБ Кунавин, его «друг», были одеты, как геологи. Образ дополняли ботинки и рюкзаки. «Миша» и Кунавин вытащили из постели дипломата и набросились на Дежана, жестоко его избивая. Лору тоже били и давали пощёчины. Всё это время Лора продолжала играть свою роль, плача и крича: «Остановитесь! Ты собираешься убить его! Он посол Франции». Так как любовников застукали во время любовных утех, отпираться было бесполезно. Чтобы избежать скандала, Дежану пришлось обратиться за помощью к влиятельному советскому чиновнику "Горбунову" (так его представили), под именем которого скрывался Олег Михайлович Грибанов. Эта помощь была предоставлена, и в результате установлены доверительные отношения между Дежаном и Горбуновым. В итоге, КГБ получил влияние на посла Франции .
Куратор, он же вербовщик «Лоры» от МГБ/КГБ Юрий Кротков, дал ей следующую характеристику:
Лора была самой эффектной из всех «ласточек». Длинноногая и соблазнительная, она была неприкаянная с красивым лицом и завораживающим смехом. Даже КГБ не смог полностью обуздать её дикий, непокорный дух. У неё не было официального разрешения на проживание в Москве, это означало, что она не могла получить комнату. У неё не было своего постоянного жилья и «она переходила от одного романа к другому. Иногда она выпивала слишком много, иногда нагло появлялась на съёмочной площадке пьяная и полураздетая
За участие в «спецоперации» Лариса была награждена швейцарскими часами, выполненными из золота и украшенными бриллиантами, а также, получила московскую прописку и комнату.
В зрелом возрасте была дружна с актрисами Аллой Ларионовой и Нонной Мордюковой. По ходатайству Нонны Мордюковой в правительство Москвы, Ларисе Ивановне была выделена двухкомнатная квартира в Крылатском по соседству с Мордюковой. Подруги Ларисы удивлялись тому, что за долгие годы работы с КГБ Кронберг-Соболевская так ничего и не получила и всю жизнь прожила в коммуналках.
Последние годы жизни вела замкнутый и уединённый образ жизни, страдала бронхиальной астмой. 
Умерла 24 апреля 2017 года в Москве после продолжительной болезни в возрасте 87-ми лет.
Похоронена на Ваганьковском кладбище.

## Творчество
Лариса Кронберг начала сниматься с 1954 года, исполняя лирические и характерные роли. В начале актёрской карьеры выступала как Соболевская. 
Также она много работала на дубляже. 
В 1987 году, после небольшой роли журналистки в фильме «Ссуда на брак», Кронберг завершила свою карьеру и прекратила сниматься в кинофильмах.

### Фильмография
- 1954 — Большая семья — Зина Иванова
- 1955 — Звёзды на крыльях — Галя
- 1956 — Посеяли девушки лён — Зося Королёва, трактористка
- 1957 — Девушка с гитарой — кассирша
- 1957 — Они встретились в пути — Соня Марлевская
- 1958 — Олеко Дундич — Ирина Туманова, дочь белого полковника
- 1960 — Русский сувенир — аккомпаниатор
- 1961 — Ночь без милосердия — Барби, жена Дэвиса
- 1968 — Журавушка — Нюра, жена Зули
- 1971 — Молодые — Лиза
- 1973 — Возврата нет — учительница
- 1975 — Невеста с Севера — Марфа Петровна
- 1977 — Инкогнито из Петербурга — гостья Городничего
- 1977 — Приехали на конкурс повара — администратор
- 1977 — Трясина — колхозница
- 1979 — Завтрак на траве — соседка Ивана
- 1981 — Немухинские музыканты — киоскёр
- 1982 — Кто стучится в дверь ко мне… — женщина в очереди
- 1985 — Возвращение Будулая — Мария Николаевна
- 1985 — Салон красоты — подруга Верочки
- 1986 — Верую в любовь
- 1986 — Выкуп — фрау Эльза
- 1986 — Лицом к лицу
- 1987 — Прощай, шпана замоскворецкая… — женщина у патефона
- 1987 — Ссуда на брак — журналистка

## Награды
- 1955 — Каннский кинофестиваль — награда в номинации «Лучший актёрский ансамбль» за роль в фильме «Большая семья».